# Пандовчии Таги Агба
Пандовчии Таги Агба (тадж. Пандовчии Таги Ағба) — село в Нурабадском районе Республики Таджикистан. Административно относится к сельской общине Мехробод.
Расстояние от села до центра района (пгт Дарбанд) — 13 км, до центра общины (село Мехробод) — 8 км.
Население — 556 человек (2017 г.), таджики.